# 小行星8260
小行星8260（英語：8260）是一颗围绕太阳公转的小行星。1984年9月23日，Bulgarian National Observatory在斯莫梁发现了此天体。
这颗小行星的绝对星等为176.49819等。